# Martin Lindman
Martin Lindman, född 27 mars 1974 i Uppsala, är en svensk före detta ishockeyspelare (back).
Martin Lindman gjorde sin debut i Elitserien säsongen 2002/2003 i Timrå IK och gjorde så pass bra ifrån sig att han fick spela i Tre Kronor stora delar av säsongen. Framför allt var han lyckosam i det offensiva spelet. Säsongen därefter värvades han av Färjestads BK men den säsongen blev inte lika lyckosam. Han fick lämna Färjestads BK i inledningen av säsongen 2004/2005 och hamnade då istället i Malmö IF. Även i Malmö IF gick det tungt och laget åkte ur Elitserien.
Säsongen 2005/2006 spelade Martin Lindman i Tyskland för Augsburger Panther och säsongen 2006/2007 spelade han åter i Elitserien för Djurgårdens IF. Han valde att avsluta sin karriär efter säsongen 2006/2007. Han har tidigare även spelat i Nyköpings Hockey samt tre säsonger i Tysklands högsta liga för bland annat Eisbären Berlin.